# Pedro (Fußballspieler, 1987)
Pedro (* 28. Juli 1987 in Santa Cruz de Tenerife, Kanarische Inseln; voller Name Pedro Eliezer Rodríguez Ledesma) ist ein spanischer Fußballspieler. Der Außenstürmer steht bei Lazio Rom unter Vertrag.

## Verein
Pedro spielte bei CD San Isidro und kam 2004 als 17-Jähriger zum FC Barcelona. In der Saison 2007/08 war er ein Schlüsselspieler der B-Mannschaft. Mit sieben Toren in 37 Spielen trug er zum Aufstieg von der Tercera División in die Segunda División B bei.
Sein erstes Ligaspiel für die erste Mannschaft bestritt er am 12. Januar 2008 gegen Real Murcia, als er beim Stand von 4:0 in der 88. Minute für Samuel Eto’o eingewechselt wurde.
In der Saison 2008/09, in der Barça das Triple holte, bestritt er 14 Pflichtspiele – die meisten davon nicht über die volle Spielzeit – und blieb ohne Torerfolg.
Als Barça am 16. August 2009 bei Athletic Bilbao das Hinspiel des spanischen Supercups bestritt, war Pedro Mann des Spiels. Er bereitete das 1:1 durch Xavi vor und erzielte den Siegtreffer zum 1:2 selbst. Auch vier Tage später im nächsten Supercup-Spiel gegen Schachtar Donezk traf Pedro als Einwechselspieler in der Verlängerung zum entscheidenden 1:0. Sein erstes Champions-League-Tor erzielte er am 29. September 2009 beim 2:0-Erfolg über Dynamo Kiew. Nur wenig später folgte beim 1:0 gegen UD Almería am 3. Oktober 2009 auch sein erstes Ligator. Bei der FIFA-Klub-Weltmeisterschaft 2009 traf Pedro sowohl beim 3:1 im Halbfinale gegen CF Atlante als auch im Finale gegen Estudiantes. Sein Tor zum 1:1 in der 89. Minute rettete Barcelona in die Verlängerung, die schließlich mit 2:1 durch ein Tor von Lionel Messi entschieden wurde.
Mit Barcelona verteidigte er 2010 erfolgreich die spanische Meisterschaft. Er bestritt in der Saison 2009/10 53 Spiele, davon 34 in der Startelf, und erzielte dabei 23 Tore. Er sicherte sich auch einen Stammplatz auf der linken Außenstürmerposition und verdrängte damit Thierry Henry auf die Ersatzbank.
Am 7. Juli 2011 verlängerte Pedro seinen Vertrag bei Barça bis 2016, dabei wurde seine Ablösesumme auf 150 Millionen Euro festgeschrieben.

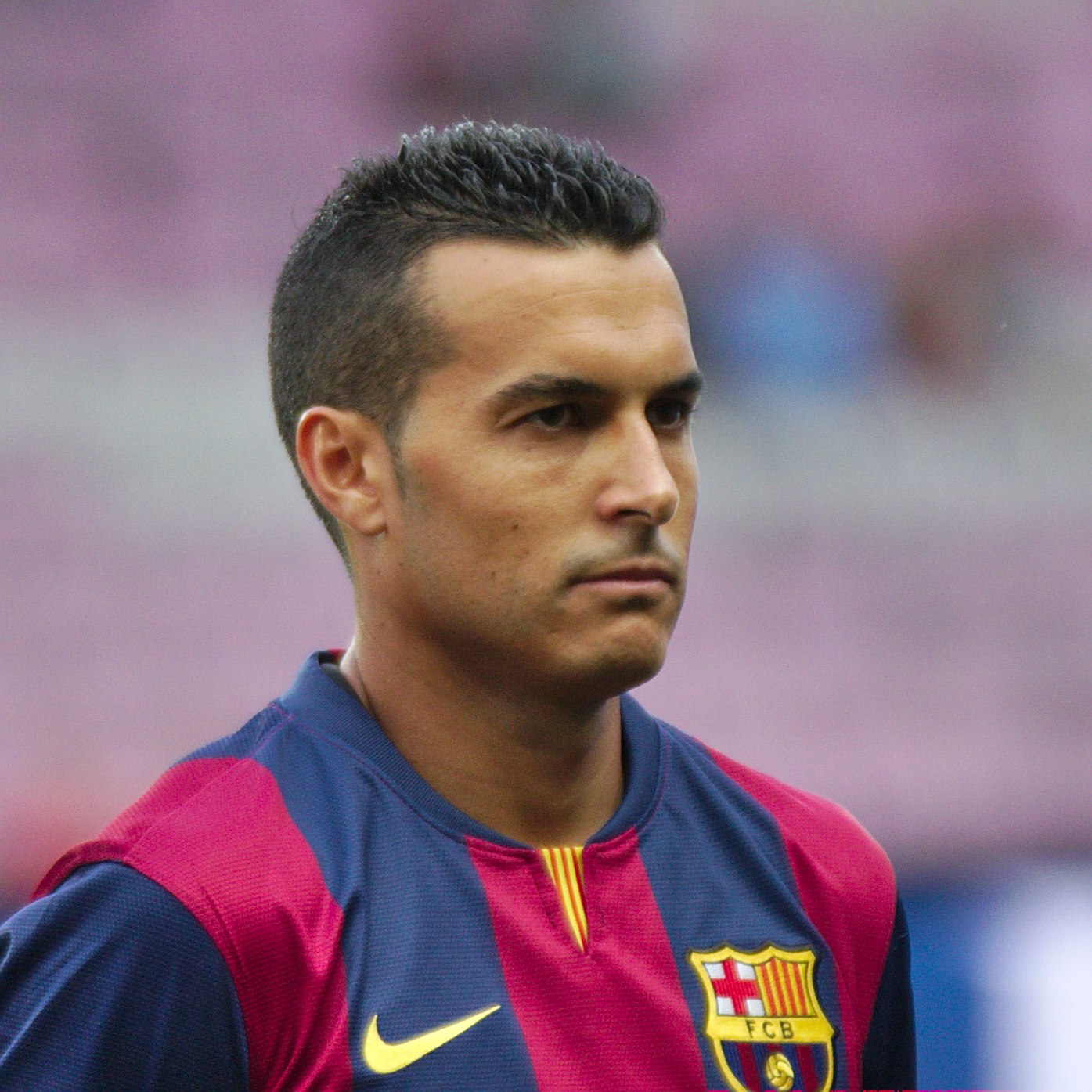
Pedro im Trikot des FC Barcelona (2014)

In der Saison 2014/15 gewann Pedro mit dem FC Barcelona das Triple, bestehend aus Meisterschaft, Pokal- und Champions-League-Sieger. Dabei kam er allerdings nicht über die Reservistenrolle hinter Lionel Messi, Luis Suárez und Neymar hinaus.
Während seiner Zeit in der ersten Mannschaft gewann Pedro zwischen 2008 und 2015 20 Titel, darunter fünfmal die Meisterschaft und dreimal die Champions League.
Nachdem Pedro mit seinem Treffer zum 5:4 den FC Barcelona in der Verlängerung gegen den FC Sevilla zum UEFA-Super-Cup-Gewinn geschossen hatte, wechselte er am 20. August 2015 nach über 11 Jahren im Verein für 27 Mio. Euro in die Premier League zum Meister FC Chelsea. Am 23. August 2015 feierte Pedro sein Debüt im Auswärtsspiel gegen West Bromwich Albion. Beim 3:2-Sieg erzielte Pedro das Führungstor, bereitete das zwischenzeitliche 2:0 durch Diego Costa vor und wurde zum Spieler des Spiels gekürt.
Zur Saison 2020/21 wechselte Pedro in die italienische Serie A zur AS Rom, bei der er einen Vertrag bis zum 30. Juni 2023 unterschrieb.
Pedro beendete seinen bis 2023 laufenden Vertrag bei AS Rom und wechselte zur Saison 2021/22 zum Stadtrivalen Lazio Rom.

## Nationalmannschaft
Am 20. Mai 2010 wurde Pedro von Vicente del Bosque für den Kader der spanischen Nationalmannschaft zur Fußball-Weltmeisterschaft 2010 in Südafrika nominiert.
Sein Länderspieldebüt gab er am 29. Mai im WM-Vorbereitungsspiel gegen Saudi-Arabien, als er beim 3:2-Sieg seiner Mannschaft in der 60. Minute eingewechselt wurde. Kurz vor Beginn der WM erzielte Pedro sein erstes Länderspieltor. Beim Spiel gegen Polen am 8. Juni traf er zum 6:0-Endstand.
Bei der Fußball-Europameisterschaft 2016 in Frankreich wurde er in das Aufgebot Spaniens aufgenommen. Er kam zu zwei Kurzeinsätzen als Einwechselspieler im Auftaktspiel gegen Tschechien und im Achtelfinale gegen die Italiener, die Spanien aus dem Turnier warfen.

## Besonderes
Mit seinem Treffer im Halbfinale der FIFA-Klub-Weltmeisterschaft 2009 hat Pedro Fußballgeschichte geschrieben. Als erster Profi der Welt war er innerhalb eines Jahres Torschütze in sechs verschiedenen Wettbewerben. Vor der Klub-WM hatte Pedro bereits in der spanischen Liga, im Pokal, in der Champions League sowie im spanischen und europäischen Supercup Treffer erzielt.

## Privates
Pedro hat mit seiner Freundin Carolin einen gemeinsamen Sohn (* April 2013).

## Erfolge
Verein:
- FIFA-Klub-Weltmeisterschaft (2): 2009, 2011
- UEFA Champions League (3): 2009, 2011, 2015
- Europa-League-Sieger: 2019
- UEFA Super Cup (3): 2009, 2011, 2015
- Spanische Meisterschaft (5): 2009, 2010, 2011, 2013, 2015
- Spanischer Pokal (3): 2009, 2012, 2015
- Spanischer Superpokal (4): 2009, 2010, 2011, 2013
- Englischer Meister: 2017
- Englischer Pokal (1): 2018

Nationalmannschaft:
- Weltmeister: 2010
- Europameister 2012
- Konföderationen-Pokal: Finalist 2013